# Киселёв, Матвей Семёнович
,
Матвей Семёнович Киселёв (1896—1942) — советский военный деятель, кавалер двух орденов Красного Знамени до учреждения ордена Ленина.

## Биография
Родился 18 ноября 1896 года в городе Кричев (ныне — Могилёвская область Белоруссии) в многодетной крестьянской семье. Окончил церковно-приходскую школу, затем – низшее ремесленное училище, где получил специальности токаря и слесаря. В 1915 году учился на электротехнических курсах в Минске, а после их окончания (имея техническое образование) экстерном сдал экзамены за четыре класса гимназии в Киевской Александровской гимназии.
В августе 1915 года был призван на службу в царскую армию и зачислен в списки рядовым 2-го запасного телеграфного батальона. Весной 1916 года, окончив класс армейских надсмотрщиков (военных связистов), убыл с 3-м отдельным кабельным отделением на фронт. В начале 1917 года командирован в I-ю школу прапорщиков в Житомире, по окончании которой его произвели в первый офицерский чин. В сентябре того же года он был зачислен в 430-й пехотный Сердобский полк, а в декабре – произведён в следующий офицерский чин и назначен на должность начальника связи. В том же году был избран членом полкового революционного комитета, в ноябре вступил в РСДРП(б), проводил революционную пропаганду среди солдат. С января 1918 – активный участник установления Советской власти в Кричеве и Чериковском уезде Могилёвской губернии, избран председателем Кричевского совета рабочих, солдатских и крестьянских депутатов. В апреле 1918 командирован в Харьков и назначен контролёром-инструктором технического отдела связи при Харьковском Военном отделе Совета рабочих, солдатских и крестьянских депутатов. Вскоре был переведён на должность начальника технического отдела связи при Военном отделе Воронежского губернского совета рабочих, солдатских и крестьянских депутатов, а уже в мае 1918 назначен заведующим Инженерным отделом снабжения Воронежского губернского военного комиссариата.
В марте-апреле 1919 года состоял в сводном отряде, сражавшемся с участниками антисоветского восстания в Землянском уезде Воронежской губернии]]. Показал себя командиром, способным ориентироваться в сложнейших ситуациях и принимать правильные решения, за что и был удостоен высшей награды – ордена Красного Знамени. В апреле-августе 1919 исполнял обязанности начальника инженерной части отдела снабжения Воронежского губвоенкомата и был председателем губернской комиссии и председателем Военно-революционного трибунала с особыми полномочиями (по борьбе с дезертирством).
С августа по октябрь 1919 руководил Ударной группой Рабоче-крестьянской Красной Армии и войсками внутренней обороны укрепрайона города Воронежа, сражался с корпусами А. Г. Шкуро и К. К. Мамонтова во время наступления армии А. И. Деникина. 10 сентября 1919 отряд из 400 человек под его командованием отстаивал вверенные ему позиции на окраине Воронежа и сдерживал противника, тем самым дав возможность воронежским учреждениям эвакуировать свои грузы. За отвагу, храбрость и организаторские способности был награждён вторым орденом Красного Знамени повторно. Прежде повторное награждение данной регалией не практиковалось, и он стал первым из бойцов и командиров РККА кавалером двух орденов Красного Знамени согласно приказу Революционного военного совета Республики № 284 от 16 июня 1920 года.
С октября 1919 по апрель 1920 служил в 1-й конной армии, руководил отрядом, сражавшимся против корпуса А. Г. Шкуро. В апреле 1920 года ему было поручено заниматься восстановлением и реорганизацией Киевского военного округа (КВО). Он был назначен военным комиссаром окружного военно-инженерного управления Киевского военного округа, позже – председателем окружной комиссии по трудовому применению воинских частей и учреждений, а впоследствии – чрезвычайным уполномоченным начальника гарнизона Киева и окружного военкома КВО. В 1921 занимал посты: военного комиссара управления инженеров КВО, командира I-й бригады особого назначения Киевской губернии.
В 1922–1923 годах был назначен начальником обороны Киева c исполнением обязанностей командующего частями особого назначения (ЧОН) Киевской губернии и коменданта города Киева. За образцовое исполнение обязанностей был награждён именными часами и шашкой от Губсов.ЧОН Киевского округа. В 1924–1925, помимо своих обязанностей, исполнял должность военного комиссара Киевского губвоенкомата. В августе 1925 стал начальником территориального управления округа 14-го стрелкового корпуса. В конце года Матвей Семёнович был направлен на учёбу в Москву, в Военную академию РККА (ныне — Военная академия имени М. В. Фрунзе), и зачислен слушателем курса усовершенствования высшего начальствующего состава (КУВНАС) РККА, которые окончил в апреле 1926 года.
24 марта 1926 года приказом № 147 административного отдела Моссовета был назначен начальником милиции Москвы и губернии. Пробыв на вверенном посту около года, был вынужден оставить должность по состоянию здоровья: сказались ранение и контузия, полученные в боях Гражданской войны. Проходил лечение и восстановление в Крыму и в Германии. В марте 1927 был переведён на должность заведующего отделом снабжения Мосстроя, затем – управляющего делами завода имени Владимира Ильича.
В 1930 уволен по болезни и стал персональным пенсионером республиканского значения. С 1932 в психиатрической лечебнице. Скончался в апреле 1942 года.
В его честь названы улицы в Кричеве и Могилёве. В Кричевском краеведческом музее представлены материалы о его жизни.